# Oliver Wessel-Therhorn
Oliver Wessel-Therhorn (* 26. Februar 1960 in Münster; † 12. November 2010) war ein deutscher Tänzer, Tanzsporttrainer und Choreograf.
Oliver Wessel-Therhorn war auch als Wertungsrichter tätig. Er war mehrfacher Welt- und Europameister der Amateure in den Standardtänzen und in der Kombination (10 Tänze). Er gewann neunmal die Deutsche Meisterschaft in den Standardtänzen. Oliver Wessel-Therhorn wurde für seine sportlichen Leistungen mit dem Silbernen Lorbeerblatt ausgezeichnet. Er wurde zusammen mit seiner Frau Martina Wessel-Therhorn vom Sportbund der Stadt Münster beim Ball des Sports 1983 als Sportler des Jahres ausgezeichnet. Die Westdeutsche Zeitung bezeichnete ihn 2007 als „Tanzsportlegende“.
Oliver Wessel-Therhorn war von 1983 bis 2003 Formationstrainer beim Tanzsportclub Düsseldorf Rot-Weiss und erzielte mit seinen Teams mehrere Siege bei Deutschen-, Europa- und Weltmeisterschaften. Am 4. Juli 2010 wurde Wessel-Therhorn auf der DanceComp in Wuppertal zum Ehrenmitglied des Tanzsportverbandes NRW ernannt.
Wessel-Therhorn war seit 2001 Bundestrainer des Deutschen Tanzsport Verbandes und betreute die Kaderpaare des Deutschen Tanzsport Verbandes. Er war in erster Ehe mit der mehrfachen Weltmeisterin in den Standardtänzen und in der Kombination (10 Tänze) Martina Wessel-Therhorn verheiratet. Aus seiner zweiten Ehe mit Vera Wessel-Therhorn stammen seine beiden Kinder.
Oliver Wessel-Therhorn wurde 2008 in Los Angeles mit dem Bill and Bobbie Irvine Award geehrt. 2009 wurde er erster Preisträger des Roll of Honor: Presidents Award des World Dance Council ausgezeichnet. Die Veröffentlichung seines ersten Buches The Irvine Legacy, in dem er das Leben und Werk des legendären Tanzsportpaares vorstellt, erfolgte Ende Mai 2009. In seinem zweiten Buch Musik war meine erste Liebe schreibt er über seinen tänzerischen Werdegang, zuallererst jedoch über Musik und Musiker, welche sein (Tänzer-)Leben begleitet und geprägt haben.
In der Nacht vom 11. auf den 12. November 2010 verstarb Oliver Wessel-Therhorn in einem Krankenhaus an Krebs.
Der danceComp Award des Tanzsportverbands Nordrhein-Westfalen (TNW) trägt ab 2011 im Gedenken an Oliver Wessel-Therhorn seinen Namen.